# Настрадин Ходжа
Настрадин Ходжа (на турски: Nasreddin Hoca, на османски турски: نصر الدين خواجه, на персийски: خواجه نصرالدین, на арабски: نصرالدین جحا, на албански: Nastradin Hoxha, на босненски: Nasruddin Hodža) е персонаж от фолклора на Ислямския свят от Арабия до Централна Азия, герой на голям брой хумористични разкази и сатирични анекдоти. Разказите за Настрадин Ходжа се срещат в албанския, арабския, арменския, азерския, бенгалския, хинди, урду, босненския, българския, гръцкия, италианския, пущунския, персийския, румънския, сръбския и разбира се турския традиционен фолклор.
Съществуват множество твърдения за реалното съществуване на Настрадин и дори археологически свидетелства от конкретни места, като гробницата в град Акшехир. Като цяло няма достатъчна сигурна информация и сериозни основания за определяне на времето и мястото на неговото раждане и въпросът за историчността му остава отворен. Традиция, цитирана от различна източници, смята Настрадин Ходжа за реален човек, живял през 1208 – 1284 година, родом от Хорту, село в района на Сиврихисар, живял в Акшехир, а по-късно и в Кония – по онова време столица на селджукския Румелийски султанат.
През османския период Настрадин Ходжа е особено популярен в българските и гръцките земи, както и в Китай. В българското народно творчество съществува и Хитър Петър, местен аналог на литературния герой Настрадин Ходжа. Двамата често спорят, остроумничат и се надхитрят помежду си във весели истории разсмиващи хората и до днес.
1996 – 1997 г. е обявена от ЮНЕСКО за международна година на Настрадин Ходжа.

## Книги с истории за Настрадин ходжа и Хитър Петър
- Аладжов Чавдар, „Дяволии до шия“
- Попов Сава, „Хитър Петър“
- Вълчанов Величко, „Хитър Петър и Настрадин ходжа“
- „Золотой осел Насреддина“, театрална игра
- Леонид Соловьов, „Повест за Настрадин Ходжа“
- Слави Ганев, „Хитър Петър и Настрадин Ходжа“

## Филм за Хитър Петър и Настрадин Ходжа
- Хитър Петър – български игрален филм (комедия) от 1960 година.